# Марк Антоний Критский
Марк Анто́ний Кри́тский (лат. Marcus Antonius Creticus; умер в 71 году до н. э., близ о. Крит) — древнеримский политический деятель и военачальник из плебейского рода Антониев, претор 74 года до н. э. Во время претуры получил чрезвычайные полномочия для войны с пиратами по всему Средиземному морю. Об этой войне почти ничего не известно; на основании скудных сообщений источников многие исследователи предполагают, что Антоний потерпел поражение на острове Крит, а агномен «Критский» получил в насмешку, но есть и мнение, что боевые действия были скорее удачными. В любом случае Антоний заключил с критянами мирный договор (его условия неизвестны) и умер до возвращения в Рим.
Одним из сыновей Марка Антония был член второго триумвирата того же имени.

## Биография

### Происхождение
Марк Антоний принадлежал к старинному плебейскому роду, который, согласно источникам времён поздней Республики, возводил свою родословную к Антону, одному из сыновей Геракла. Тит Ливий упоминает принадлежавших к этому роду децемвира (450—449 годы до н. э.), военного трибуна с консульской властью (422 год) и начальника конницы (334—333 годы). При этом до I века до н. э. среди Антониев не было ни одного консула, и их положение в составе римского нобилитета характеризуется в историографии как «незавидное». Марк Антоний Оратор — отец Марка Антония Критского — смог сделать карьеру благодаря своим способностям (в частности, красноречию) и, согласно одной из гипотез, благодаря поддержке Гая Мария. В 99 году до н. э. он был консулом, в 97 году — цензором, а в 102—100 годах воевал на Востоке с пиратами, как впоследствии его сын.
У Марка-младшего был брат Гай, получивший от современников прозвище «Гибрида» (лат. Hybrida, от др.-греч. ὕβρις), которое имело неприятное для его носителя значение «полудикий», а также — «ребёнок римлянина и неримлянки».

### Ранние годы и начало карьеры
О жизни Марка Антония до претуры ничего не известно, включая дату рождения и обстоятельства, при которых Марк преодолел первые ступени cursus honorum. Его отец в 87 году до н. э. стал жертвой марианского террора, а брат вместе с врагом Гая Мария Луцием Корнелием Суллой уехал из Италии на Балканы, на войну с Митридатом. Существует предположение, что после гибели отца Марк-младший, тоже оказавшийся в опасности, бежал в Грецию, где присоединился к сулланцам. Противники этой гипотезы обращают внимание на то, что Марк не упоминается в связи с Первой Митридатовой войной и что его старший сын родился в 83 году до н. э., причём, по-видимому, в Риме (а Сулла вошёл в этот город только в 82 году до н. э.).
Первые упоминания о Марке Антонии в сохранившихся источниках относятся к 74 году до н. э., когда он занимал должность претора и получил чрезвычайные полномочия для борьбы со средиземноморскими пиратами. Псевдо-Асконий пишет, что Марк «получил по случаю в сенате неограниченное попечение благодаря консулу Котте и при помощи клики Цетега»; таким образом, исход дела был определён не народным голосованием, а постановлением сената, принятым благодаря отдельным доброжелателям претора. Консул 74 года Марк Аврелий Котта был отдалённым свойственником Антония, а Публий Корнелий Цетег возглавлял сильную сенатскую группировку, от которой зависело принятие многих решений. Почему Цетег помог Антонию, неизвестно.
Марку достались очень широкие полномочия. Веллей Патеркул пишет о «распространении власти одного человека на почти весь мир», Марк Туллий Цицерон — о неограниченной власти, Саллюстий называет Марка «куратором всего побережья, на которое распространялась римская власть». Исследователи считают слова Цицерона риторическим преувеличением, придавая большее значение свидетельству Веллея Патеркула: последний считает империй Антония таким же, как империй, полученный семью годами позже Гнеем Помпеем Великим. Известно, что Помпей стал обладателем проконсульских полномочий на всём побережье Средиземного моря и на расстояние до 50 миль от берега. Французский исследователь П. Фукар предположил, что Антоний мог по своему усмотрению назначать легатов, но другие учёные оспаривают эту гипотезу.
Согласно Веллею Патеркулу, предоставление столь широких полномочий Антонию в Риме восприняли равнодушно из-за заурядности новоявленного проконсула: «ведь редко завидуют славе тех, чьего могущества не боятся».

### Война с пиратами и смерть
Проблема пиратства на Средиземном море к 74 году до н. э. стала крайне острой. Военные операции на отдельных участках побережья (в частности, в Киликии) не приносили необходимого эффекта, из-за чего и был назначен единый командующий с широкими полномочиями. О деятельности в этом качестве Марка Антония известно очень мало: неясно, был ли у него план действий и располагал ли он необходимыми для ведения войны материальными ресурсами. Предположительно последних не хватало, из-за чего проконсул был вынужден прибегать к реквизициям.
На первом этапе (74—73 годы до н. э.) Антоний действовал в западной части Средиземноморья, главным образом на побережье Лигурии и Сицилии, чтобы обеспечить снабжение Рима хлебом. Источники рассказывают о ряде неблаговидных деяний проконсула. В частности, в Сицилии он заменил для местных жителей обязательные хлебные поставки их денежным эквивалентом, причём назначил явно завышенную цену; в Лилибее один из префектов Антония попытался реквизировать рабов местной жительницы, чтобы зачислить их во флот, хотя формально рабы вместе с их хозяйкой считались собственностью Венеры Эрицинской.
В сохранившихся источниках (во фрагментах «Истории» Саллюстия) упоминаются только два собственно военных эпизода, относящихся к этому этапу войны. Антоний сразился на суше и на море с лигурами, причём смог отразить их атаки с большим трудом; тем не менее вскоре лигуры отступили в Альпы. После этого проконсул созвал совет, на котором было решено плыть в Испанию, на войну против Квинта Сертория. В дальнейшем его флот и армия оказались в землях неких аресинариев, Антоний смог форсировать реку Дилун благодаря применённой им военной хитрости, но занять внезапным ударом стоявший поблизости город (название неизвестно) ему не удалось. Историк А. Шультен предположил, что аресинарии Саллюстия — это иберийское племя эреносиев, живших между рекой Ибер и Пиренеями, а город соответственно Эмпорион; согласно гипотезе П. Фукара, эти события происходили на одном из Балеарских островов.
Мнения историков об итогах военных действий на Западе расходятся. Учёные пишут о «некоторых успехах» либо об отсутствии какого-либо положительного результата; есть и противоположное мнение, согласно которому Антоний задачи, стоявшие перед ним в этом регионе, выполнил. В любом случае в 72 году до н. э. проконсул перенёс свои действия в восточную часть Средиземного моря. Сохранились две надписи, относящиеся ко времени его пребывания в Греции. Одна из них была создана в Эпидавре, что в Арголиде, в честь местного жителя, добившегося для своего города ослабления повинностей; вторая — декрет из Гитиона (порта в Лаконике), которым город почтил братьев Клоациев, обеспечивших ему защиту и кредит. Из этих данных учёные делают вывод, что Марк Антоний постарался выкачать из Греции людские и материальные ресурсы для продолжения войны.
Боевые действия развернулись в районе острова Крит. В литературных источниках сохранились всего два сообщения на эту тему, причём оба характеризуют Антония крайне негативно. Луций Анней Флор пишет: «Марк Антоний… был так уверен в победе, что вёз на кораблях больше оков для пленных, чем оружия. И поплатился за свою опрометчивость, ибо враг перехватил много кораблей. Критяне привязали тела пленников к парусам и якорным канатам и на манер триумфаторов полным ходом вернулись в свои гавани». Эпитоматор Тита Ливия ограничивается сухой констатацией: «Претор Марк Антоний завершил своей смертью войну против критян, которую начал не особенно благополучно».
Из этих данных большинство исследователей делает вывод, что Антоний потерпел поражение от критян. Э. Клебс называет это поражение позорным, а В. Друман пишет, что Марк потерял большую часть флота, после чего умер «от стыда и горя». По мнению П. Фукара, проконсул попал в плен и там подписал унизительный для Рима мир с критянами. М. Гаспаров перевёл соответствующее сообщение эпитоматора Ливия на русский язык словами «претор Марк Антоний вёл без всякого успеха войну с критянами и в конце концов погиб», настаивая таким образом на том, что боевые действия были в целом неудачными и что проконсул стал одной из жертв войны. В таком контексте агномен «Критский» (Creticus), полученный Марком незадолго до смерти, исследователи считают своеобразной насмешкой или попыткой скрыть поражение.
Существует и альтернативная версия, сторонники которой обращают внимание на крайнюю лапидарность и неопределённость свидетельств источников. В тексте Флора они видят тенденциозное сообщение о неудаче части флота Антония (причём нет оснований утверждать, что этой эскадрой командовал сам проконсул), а в периохе 97-й книги Ливия — указание на то, что «не особенно благополучным» оказалось только начало войны; в дальнейшем же Марк мог одержать победу и заключить выгодный для Рима мир. Согласно одной из версий, он высадил на Крите армию, но во время этой операции в плен к врагу попал квестор. Чтобы спасти ему жизнь, Марк заключил мир, за что и получил почётное прозвание «Критский» — подобно тому, как прозвали «Кавдинским» Спурия Постумия Альбина, который в 321 году до н. э. заключил мир с самнитами в Кавдинском ущелье.
В любом случае Марк Антоний умер до своего возвращения в Рим — на Крите или у его берегов (71 год до н. э.). О причинах смерти ничего не известно.

## Семья
Благодаря одному упоминанию в источниках известно, что Марк Антоний был женат первым браком на некоей Нумитории из Фрегелл. Позже он женился на патрицианке Юлии, дочери консула 90 года до н. э. Луция Юлия Цезаря. По матери она была внучкой Марка Фульвия Флакка, союзника Гая Семпрония Гракха, а по отцу — родственницей будущего диктатора Гая Юлия Цезаря. По словам Плутарха, эта матрона «благородством натуры, равно как и целомудрием, могла поспорить с любою из своих современниц». В этом браке родились трое сыновей: Марк (будущий триумвир; 83—30 годы до н. э.), Гай (81—42) и Луций (80—после 40). Кроме того, у Марка Антония Критского была дочь (неизвестно, от какого брака), жена Публия Ватиния.
После ранней смерти мужа Юлия вышла замуж во второй раз, за Публия Корнелия Лентула Суру.

## Оценки личности и деятельности
Марк Туллий Цицерон и Гай Саллюстий Крисп создали в своих произведениях негативный образ Марка Антония. Для них это бездарный и слишком уверенный в себе военачальник, грабивший союзников и подданных Рима. Цицерон говорит о Марке в своих речах против Верреса, проводя параллели между этими двумя политиками и, соответственно, прибегая к риторическим преувеличениям. В частности, он обращается к подсудимому с такими словами: «…Ты выбрал для подражания одного Марка Антония, а изо всех действий Антония именно самое гнусное! […] Что же касается Антония, то он много дурного сделал, много намерен был сделать в ущерб и союзникам и производительности провинций, но смерть застигла его среди его несправедливостей и грабежей».
Большинство исследователей с такими оценками согласно. В то же время некоторые историки настаивают на том, что образ Марка оказался искажён: в действительности это мог быть человек заурядный, но без настолько ярко выраженных отрицательных черт, а войну с пиратами он мог вести довольно успешно. О положительных чертах Антония Критского сообщает только один античный автор, Плутарх, по данным которого Марк был «человек не слишком видный и мало чем прославившийся на государственном поприще, но великодушный, честный и щедрый».

…Он владел весьма скромным состоянием и потому не давал воли своей доброте — за этим зорко следила его супруга. И вот как-то раз приходит к нему приятель просить денег, денег у Антония нет, и он велит рабу принести воды в серебряной кружке, смачивает подбородок, словно собираясь бриться, а затем, ещё под каким-то предлогом выслав раба из комнаты, отдает кружку другу, чтобы тот распорядился ею, как захочет. Слуги хватились пропажи, начались поиски, и, видя, что жена вне себя от гнева и хочет пытать всех рабов подряд, Антоний во всем признался и просил прощения.
— Плутарх. Марк Антоний, 1.
Впрочем, П. Фукар считает, что описанное Плутархом великодушие — это скорее «слабость и расточительность».